# Duckesia verrucosa
Duckesia verrucosa är en tvåhjärtbladig växtart som först beskrevs av Adolpho Ducke, och fick sitt nu gällande namn av José Cuatrecasas. Duckesia verrucosa ingår i släktet Duckesia och familjen Humiriaceae. Inga underarter finns listade i Catalogue of Life.